# Charles van Wettum
Charles van Wettum is een Nederlands schrijver van sciencefictionverhalen.

## Biografie
Van Wettum studeerde natuur- en sterrenkunde aan de Universiteit Utrecht en algemene economie. Hij werkte als docent economie aan de Hogeschool Zeeland en als leraar natuurkunde en directeur op verschillende scholen voor voortgezet onderwijs. Na zijn pensionering in 2021 begon hij met het schrijven van sciencefictionverhalen. Van Wettum wordt gerekend tot de schrijvers van harde sciencefiction, een subgenre van verhalen met respect voor natuurwetenschappen. Hij benadrukt in zijn werk het menselijke aspect: "SF gaat over ons en onze wereld, ook als het niet gaat over ons en onze wereld".
Verhalen van Van Wettum verschijnen regelmatig in tijdschriften en bundels (onder andere Fantastische Vertellingen en Ganymedes) en op websites (onder andere Fantasize.nl en Out Of This World). Naast eigen verhalen schrijft hij recensies en boekbesprekingen, onder andere in Fantastische Vertellingen, op Fantasize.nl en lezersrecensies op Hebban. Hij is beheerder van de LinkedIn-groep 'Nederlandstalige sciencefiction'.
Van Wettum was in 2023 met zijn verhaal Onweer op komst een van de vijf winnaars van de NRC-schrijfwedstrijd 'Myopia', waarvoor de deelnemers een fragment aanleverden van de imaginaire dystopische roman Myopia. Zijn verhaal Wat ik verloor op die gewone morgen kwam in 2023 op de negende plaats in de eerste Renate Dorresteinprijs-schrijfwedstrijd van Hebban.
Bij verschillende genrewedstrijden werden zijn verhalen geselecteerd voor de wedstrijdbundel.

### Boeken
- 2023 - Sherlock & Rex - De dokter in het donker (met illustraties van Marcel Ozymantra, uitgegeven door Stichting Fantastische Vertellingen, ISBN 9789078499626) bevat twee sf-detectiveverhalen. Het titelverhaal speelt in een koepel, een kunstmatige stad in het ondergelopen Nederland (deze locatie speelt in veel verhalen van Van Wettum een rol). Het thema is de ontwikkeling van menselijkheid door kunstmatige intelligentie. Het tweede verhaal speelt op Madonna, een planeet onder een blauwe ster, en gaat over religieus gemotiveerde tegenstand bij technologische innovatie.
- 2023 - Het zal anders (ISBN 9798215514511) is een bundel van tien korte verhalen met als gemeenschappelijk thema de behoefte aan betekenis en veiligheid.
- 2023 - Kwantumschuim (ISBN 9798223219279) is een grootschalige sf-roman, waarin een onderzoeksteam een programmeerbare wereld ontdekt in de kleinste eenheden van de werkelijkheid, het kwantumschuim. Het boek heeft trekken van een space opera, maar focust zich op menselijke relaties en de zoektocht naar eigenheid.
- 2023 - Vermist in Koepel Goes (ISBN 9798215269473)
- 2024 - Koepel Goes (ISBN 9798223236375) is een mozaïek van samenhangende korte verhalen over de bouw van en het leven in Koepel Goes, de kunstmatige stad die ook in andere verhalen van hem een rol speelt. Het boek wordt gerekend tot de Klimaatfictie[5] - een verhalentype waarbinnen gevolgen van klimaatverandering worden verkend. Koepel Goes schetst een volgens de auteur min of meer realistisch beeld[6] over de gevolgen van een (op dit moment volgens klimaatwetenschappers onwaarschijnlijk[7]) snelle zeespiegelstijging voor Zeeland.

### Korte verhalen in bundels en tijdschriften
- 2024: De draken van de winter – in de wedstrijdbundel 'Vuurspuwers'
- 2024: Uw kroon, Majesteit – in SF Terra 284
- 2024: Het einde van mijn eenzaamheid – in de wedstrijdbundel 'Nederland in 2084'
- 2024: Herleef – in de wedstrijdbundel 'Nederland in 2084'
- 2024: De laatste kuil – in 'SF in de Polder'
- 2023: Geheugenmanagement – in de wedstrijdbundel 'EdgeZero 2023'
- 2023: De laatste vaarder – in: Fantastische Vertellingen 67
- 2023: Keukenmes – in: SF Terra 282 (onder een incorrecte auteursnaam)
- 2023: Haar ware zelf – in Ganymedes 23
- 2023: Vijf ijsberen – in 'Welkom in de broeikaswereld'
- 2023: Onderhandelaar – in Fantastische Vertellingen 66
- 2023: De markt van 100 werelden – in de wedstrijdbundel 'Charlatans'
- 2023: Stagiair, in : Fant. Vertellingen 65
- 2022: Beëindiging, in Ganymedes 22
- 2022: Vier seconden, in HSF 280
- 2022: Mijn geboorte, in SF Terra 277
- 2022: Dwalend in de ziel van mijn lief, in Fantastische Vertellingen 64
- 2022: Buiten de Waterpoort, in de wedstrijdbundel 'Gorcumse Literatuurprijs 2022'
- 2022: Het beste ruimtepak ever, in Fantastische Vertellingen 63
- 2022: Geheugenmanagement, in Fantastische Vertellingen 63
- 2021: Datazee, in Ganymedes 21
- 2019: Verstrengeling, in Fantastische Vertellingen 50

### Digitale publicaties
- 2024: Jaag onze paarden naar de sterren - epub
- 2024: We blijven leren - in online-magazine Twist
- 2024: Ooghoogte - epub, in het Engels verschenen als 'EyeHigh'
- 2024: De grote jacht - epub, in het Engels als 'The big hunt'
- 2024: De pijn van herinneren - op website Out of this World
- 2024: Het Unificatiecriterium van Botteschied - op website Fantasize.nl
- 2023: De opening van de TimeTrap - op website Modern Myths
- 2023: Geheugenmanagement - in EdgeZero 2023
- 2023: RDKPJ en de wolf - op website Out Of This World
- 2023: Onweer op komst - winnaar NRC-schrijfwedstrijd Myopia
- 2023: Hole 9 - op website Fantasize.nl
- 2023: Bridge in de convectiezone - op website Out Of This World
- 2023: Hak en Elite en het trekken van de ijzeraders - op website Fantasize.nl
- 2023: Het tankstation op Kepler 62 - op website Modern Myths
- 2022: Geboorte - op website Out Of This World